# خنفساء الورد
خنفساء الورد (الاسم العلمي: Cetonia)، جنس حشرات خنفسية من رتبة غمديات الأجنحة وفصيلة الجعليات.أحد أكثر أنواعه المألوفة هي خنفساء الورد المذهبة.